# René Cottereau
Pour les articles homonymes, voir Cottereau.
René Cottereau, né le 26 mars 1764 à Saint-Ouën-des-Toits, et y mort le 18 avril 1846, est, avec ses frères — Pierre, Jean et François — un des chefs de l'insurrection contre-révolutionnaire et royaliste qui s'est développée en Mayenne en 1793. C'est le plus jeune des quatre frères.

## Origine et famille
Frère de Jean Chouan, il est le fils de Pierre Cottereau dit Chouan, bûcheron, et de Jeanne Moyné, son épouse. Il hérita du surnom de le Faraud.
René Chouan eut cinq enfants de son premier mariage avec Jeanne Bridier qu'il avait épousée à Olivet, le 2 mars 1792, et qui mourut le 26 décembre 1804 ; puis neuf autres enfants de sa seconde union avec Renée Rivière, mariée le 11 juin 1806.

## Avertissement
Une grande partie des biographies sur Jean Chouan repose sur l'ouvrage de Jacques Duchemin des Cepeaux, œuvre rédigée en 1825, à la demande de Charles X, œuvre partisane et comportant de nombreuses affirmations, parfois non fondées. L'histoire de Jean Chouan comporte donc une grande part de légende.

## Avant la Révolution française
René Cottereau est avec ses frères et ses sœurs dans la fermette des Poiriers à Saint-Ouën-des-Toits. Son père meurt en 1778 laissant son métier à l'aîné, les trois autres devinrent contrebandiers en sel pour survivre.
Il pratique le faux-saunage avec ses frères Jean et François. C'est ainsi qu'ils connaissent avec d'autres les recoins de la forêt de la région, ce qui leur permit plus tard d'échapper aux Bleus (soldats républicains) de façon assez efficace. Avant 1780, il est surpris à Olivet, en compagnie d'autres garçons et de son frère Jean, à boire de l'alcool frauduleux. Ils frappent très violemment deux employés aux aides. Un chirurgien déclare que l'un d'eux est alors intransportable. Les frères Cottereau et leurs complices sont condamnés à payer les médicaments et les aliments nécessaires au blessé.

## Chouannerie
Il était marié en 1792 avec Jeanne Bridier. René, comme son frère Pierre ne prirent aucune part à l'organisation de la Chouannerie. Arrêté avec sa femme et sa sœur ainée en 1793, puis relâché le 1er juin 1793. François et René Cottereau, avec quatre des leurs : La Rose, L'Espérance, Le Chasseur, et Sans-Peur voulurent passer dans la Vendée près de Varades et prirent part à un combat qui se livre le 29 août 1793 à La Rouxière.
René et Pierre n'entrèrent qu'après le retour à Saint-Ouën-des-Toits de leur frère Jean, qui avait suivi la grande armée Vendéenne de Laval à Granville, et de Granville au Mans, et après s'être eux-mêmes échappés des prisons de Laval en 1794 où on les gardait depuis plus de deux mois, coupables seulement, à ce moment, d'avoir leur frère à la tête des insurgés.
Quand il rentra, il trouva sa maison pillée, et se décida à prendre les armes avec des idées de vengeance. Sa famille connaît un sort tragique : son frère meurt en 1794, un autre est guillotiné, ainsi que ses deux sœurs.
D'après la dénonciation de Jean Lemecier, du village de Belair en Saint-Ouën, le nommé Faraud, autrement Cottereau, dit Chouan serait venu chez lui, le 6 avril 1794, avec quatre compagnons inconnus, se serait fait servir de force à boire, et à manger, ajoutant qu'il voulait tuer un Bleu tous les jours..
Il survécut à tous les combats et les dangers. 
Il s'était remarié en 1806 avec Renée Rivière et eut 14 enfants de ses deux mariages. Il a été un des témoins souvent interrogé des différents historiens s'intéressant à cette période. Charles Gaspard Élisabeth Joseph de Bailly vint le premier à son aide en rentrant de l'émigration.
En 1815, pendant la période dite de la petite chouannerie, René Cottereau est chef du 2e bataillon de la première légion, faisant partie de la 2e division de l'armée royale de la rive droite de la loire.

## La Restauration
Duchemin-Descépeaux avait dit dans sa première édition que René Cottereau avait sollicité de la Restauration le brevet d'officier qu'elle lui avait refusé. Le fait n'était peut-être pas tout à fait exact, et Duchemin-Descépeaux l'a retranché de sa seconde édition. 
La Restauration ne conféra point à proprement parler de grades aux anciens Vendéens ou Chouans ; elle se borna à reconnaître et confirmer ceux qu'ils avaient eus dans la guerre. Beaucoup de demandes furent rejetées, faute de la justification, difficile sans doute mais nécessaire, du grade allégué. Ainsi René revendiquait celui de capitaine dans la 8e légion de l'armée du Maine
René n'était qu'un simple partisan, se battant volontiers pour son propre compte. Nulle part, Duchemin Descépaux, si bien renseigné pourtant par les survivants et par René lui-même, ne parle de grade occupé, de commandement ou de direction exercés par lui. Son frère Jean, bien autrement distingué, bien autrement aimé et redouté dans le pays, n'avait jamais eu derrière lui
qu'un très petit nombre d'hommes dévoués, même aux jours de sa plus grande autorité
Il reçoit des Bourbons une pension de 400 francs. Il n'obtint pas la croix de Saint-Louis. Peut-être aussi le caractère des services de René Chouan, simple partisan, sans commandement en titre, et surtout les actes de violence sauvage et de vengeance qu'on lui reprochait avec trop de raison, n'étaient-ils guère compatibles avec une pareille distinction. Nous avons vu, d'ailleurs, qu'il ne l'avait pas demandée.
Il fut présenté à la Dauphine lors de son passage à Laval, en 1827. Il s'occupa jusqu'à sa
mort (18 avril 1846) de ses travaux rustiques. « C'était un vieillard de haute taille, sec, nerveux, avec une physionomie pleine de finesse ». Mais il portait derrière l'oreille une balle, aplatie sur l'os et restée dans les chairs, souvenir d'une tentative d'assassinat commise sur sa personne, pendant une trêve, au travers de la porte fermée de sa maison.
Son portrait a été dessiné et publié dans l'édition de 1833 des Lettres sur la Chouannerie de Duchemin Descépeaux.

## Prétendue postérité
Comme son frère, Jean Cottereau, René Cottereau fut l'objet d'une prétendue postérité à la fin du XIXe siècle. À ce sujet, ses descendants, les dames Lelièvre et Courcelle, petites-filles de René Chouan, avaient fait annoncer dans l'Indépendant de l'Ouest, en octobre 1879, que c'était à elles seules que devaient s'adresser les personnes désireuses d'obtenir des renseignements sur leur famille.
L'origine est un article publié dans le National du 1er septembre 1879, sous la signature Charles Flor O'Squarr. Son article, qui fait partie d'une série intitulée : Le Tour de France en 80 jours, vise à la précision photographique. Il est daté de la Closerie des Poiriers, 30 août. L'auteur y met en scène Nicol Cottereau, petit-fils de René et petit-neveu de Jean. Il semble écrire pour ainsi dire sous sa dictée, et il n'y a presque pas un mot dans son récit, qui ne soit une contre-vérité historique. On y trouve notamment le récit d'une entrevue fictive qui aurait eu lieu après la Restauration, entre René Cottereau, le dernier survivant des quatre frères, et Louis XVIII.